# Кризеј
Кризеј (фр. Cruseilles) је насељено место у Француској у региону Рона-Алпи, у департману Горња Савоја.
По подацима из 2011. године у општини је живело 3978 становника, а густина насељености је износила 156,55 становника/km².

## Демографија
| 1962. | 1968. | 1975. | 1982. | 1990. | 2011. |
| ----- | ----- | ----- | ----- | ----- | ----- |
| 1.539 | 1.610 | 1.837 | 2.300 | 2.716 | 3.978 |